# Madhuca pachyphylla
Madhuca pachyphylla är en tvåhjärtbladig växtart som först beskrevs av Kurt Krause, och fick sitt nu gällande namn av Ined. Madhuca pachyphylla ingår i släktet Madhuca och familjen Sapotaceae. Inga underarter finns listade i Catalogue of Life.